# Hampton Loade
Hampton Loade – wieś w Anglii, w hrabstwie Shropshire. Leży 37 km na południowy wschód od miasta Shrewsbury i 188 km na północny zachód od Londynu.